# Rachel Wall
Rachel Wall (født 1760 i Carlisle, Pennsylvania, død 8. oktober 1789) var en amerikansk pirat, en af få kendte kvindelige pirater.
Rachel Wall giftede sig med George Wall, der var fisker og tidligere kaper, som havde kæmpet i den amerikanske uafhængighedskrig. De bosatte sig i Boston, men kort efter forlod han hende og tog til søs, mens Rachel begyndte at arbejde som tjener. Efter nogle måneder vendte George hjem med bytte og fik Rachel overtalt til at tage med ham på plyndringstogt.
Parrets taktik gik ud på at arrangere båden som om den gået på grund efter en storm, hvorefter Rachel kaldte på hjælp. Når andre roede ud for at hjælpe, myrdede parret deres "redningsmænd", tog deres værdier og sænkede fartøjet. Ingen mistænkte noget, da man på land antog at fartøjet bare var gået ned i stormen. Parret tjente store summer på denne vis. Mellem 1781 og 1782 kaprede de tolv fartøj, dræbte 44 sømænd og tjente (anslået) 6.000 dollar i kontanter og værdier.
Deres fartøj forliste i en storm i slutningen af 1782, og hele besætningen faldt overbord på nær Rachel. Hun fik hjælp til at komme i land og begyndte igen at arbejde som tjener i Boston. Hun blev anklaget for at have plyndret en kvinde på gaden i Boston. Hun var uskyldig, men blev alligevel dømt. Hun tilstod herefter sørøveriet, men benægtede tyveriet. Hun var den sidste kvinde som blev hængt i Massachusetts.